# 连平河
连平河，位于中华人民共和国广东省河源市连平县境内，是新丰江左岸支流，发源于连平县北部锅洞村的九连山主峰黄牛石东麓，蜿蜒向南流经县城元善镇、溪山镇、隆街镇，最后于小浪村东南汇入新丰江。河长71千米，河道比降2.78‰，流域面积589平方千米。上游为山区，山高坡陡，干流落差大；中下游为丘陵、河谷盆地，是居民主要聚居地河耕作区。主要支流为双头河。